# 鍛冶町 (千代田区)

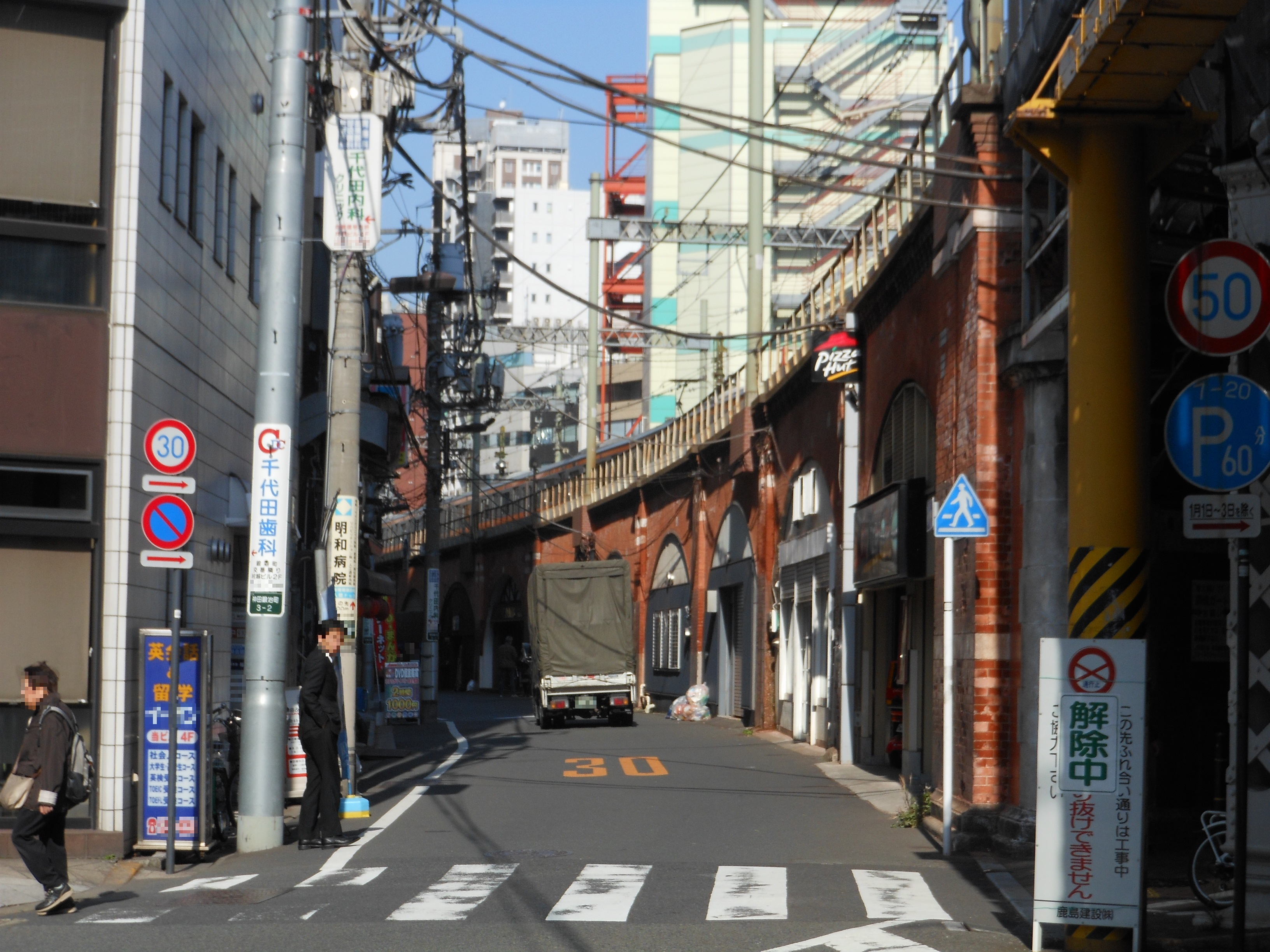
神田鍛冶町三丁目

鍛冶町（かじちょう）は、東京都千代田区にある地名。現行行政地名は鍛冶町一丁目および二丁目（住居表示実施済み区域）。なお、本項では起源を同じくする隣町の神田鍛冶町（かんだかじちょう、住居表示未実施区域）についても説明する。
神田鍛冶町は、現在は三丁目のみが存在する。

## 概要
東京都千代田区の北東部に位置する。神田鍛冶町も含めると、地域北部は一八通りに接しこれを境に千代田区神田須田町に接する。地域東部は千代田区神田東松下町・神田富山町・神田紺屋町・神田北乗物町・神田西福田町・神田美倉町にそれぞれ接する。地域南部は中央区日本橋室町・日本橋本石町・日本橋本町にそれぞれ接する。地域西部は千代田区内神田・神田司町にそれぞれ接する。
「神田鍛冶町」は近世以来の町名である。関東大震災後の復興と区画整理にともない神田区（千代田区の前身）の町名地番整理が実施されたが、旧神田鍛冶町は1933年に周辺の町を編入して神田鍛冶町一・二・三丁目に再編された（別項「千代田区の町名」も参照）。1974年（昭和49年）1月1日の住居表示実施により、一・二丁目は「神田」の冠称を廃して「鍛冶町一丁目・二丁目」となった。一方、三丁目は住居表示未実施で、現在も「神田鍛冶町」と称する。
当地は神田駅傍の商業地域であり、オフィスビルや商店が多く見られる地域となっている。

### 治安対策
2012年、東京都は鍛冶町一丁目及び二丁目、神田鍛冶町三丁目について都迷惑防止条例に基づき、客引きやスカウトのみならず、それらを行うために待機する行為なども禁止する区域に指定した。
さらに2019年には同区域を暴力団排除条例に基づき、暴力団排除特別強化地域に指定。地域内では暴力団と飲食店等との間で、みかじめ料のやりとりや便宜供与などが禁止され、違反者は支払った側であっても懲役1年以下または罰金50万円以下の罰則が科されることとなった。

## 地域内の町名・施設

### 鍛冶町一丁目
地域南東部。JR中央線の線路の東側で、神田金物通りより南の地域。神田駅に近く、ビルや商店が立ち並んでいる。

### 鍛冶町二丁目
地域北東部。JR中央線の線路の東側で神田金物通りより北の地域。神田駅前に当たり、ビルや商店が立ち並ぶ。JR線の神田駅も当地にある。神田駅付近のガード下には、飲食店や居酒屋が密集している。

### 神田鍛冶町三丁目
地域北西部。JR中央線の線路の西側で神田警察署通りより北の地域。神田駅前に当たり、ビルや商店が立ち並ぶ。当地の地下には東京メトロ銀座線神田駅のホームが通っている（駅舎は当地外北側の神田須田町にある）。

## 世帯数と人口
2025年（令和7年）3月1日現在（千代田区発表）の世帯数と人口は以下の通りである。

### 鍛冶町
| 丁目         | 世帯数  | 人口  |
| ------------ | ------- | ----- |
| 鍛冶町一丁目 | 65世帯  | 108人 |
| 鍛冶町二丁目 | 146世帯 | 215人 |
| 計           | 211世帯 | 323人 |

#### 人口の変遷
国勢調査による人口の推移。
| 年                 | 人口 |
| ------------------ | ---- |
| 1995年（平成7年）  | 319  |
| 2000年（平成12年） | 273  |
| 2005年（平成17年） | 232  |
| 2010年（平成22年） | 230  |
| 2015年（平成27年） | 263  |
| 2020年（令和2年）  | 287  |

#### 世帯数の変遷
国勢調査による世帯数の推移。
| 年                 | 世帯数 |
| ------------------ | ------ |
| 1995年（平成7年）  | 140    |
| 2000年（平成12年） | 121    |
| 2005年（平成17年） | 112    |
| 2010年（平成22年） | 111    |
| 2015年（平成27年） | 142    |
| 2020年（令和2年）  | 179    |

### 神田鍛冶町
- 世帯数 : 57世帯
- 人口 : 100人

#### 人口の変遷
国勢調査による人口の推移。
| 年                 | 人口 |
| ------------------ | ---- |
| 1995年（平成7年）  | 78   |
| 2000年（平成12年） | 47   |
| 2005年（平成17年） | 52   |
| 2010年（平成22年） | 65   |
| 2015年（平成27年） | 120  |
| 2020年（令和2年）  | 103  |

#### 世帯数の変遷
国勢調査による世帯数の推移。
| 年                 | 世帯数 |
| ------------------ | ------ |
| 1995年（平成7年）  | 35     |
| 2000年（平成12年） | 25     |
| 2005年（平成17年） | 26     |
| 2010年（平成22年） | 29     |
| 2015年（平成27年） | 69     |
| 2020年（令和2年）  | 56     |

## 学区
区立小・中学校に通う場合、学区は以下の通りとなる（2017年8月現在）。なお、千代田区の中学校では学校選択制度を導入しており、区内全域から選択することが可能。
| 丁目             | 番地 | 小学校                 | 中学校                                        |
| ---------------- | ---- | ---------------------- | --------------------------------------------- |
| 鍛冶町一丁目     | 全域 | 千代田区立千代田小学校 | 千代田区立麹町中学校 千代田区立神田一橋中学校 |
| 鍛冶町二丁目     | 全域 | 千代田区立千代田小学校 | 千代田区立麹町中学校 千代田区立神田一橋中学校 |
| 神田鍛冶町三丁目 | 全域 | 千代田区立千代田小学校 | 千代田区立麹町中学校 千代田区立神田一橋中学校 |

## 交通
地域を南北に中央通りが通っている。地域を東西に神田金物通りが通っており、両道路は鍛冶町一丁目と鍛冶町二丁目の境界となっている。また東西には神田警察通り（JR線の西側での呼称）・神田平成通り（JR線の東側での呼称）も通っている。神田警察通り側では南部の内神田の境界部にもなっている。また一丁目内は南北に日銀通りが通っている。
地域内をJR中央線・山手線・京浜東北線などの線路が通っており、JR中央線の線路は鍛冶町二丁目と神田鍛冶町三丁目との境界にもなっている。当地にはJR神田駅も所在し、これらの路線が利用可能となっている。また、地下鉄銀座線の神田駅も当地にあり、これも多く利用されている。

## 事業所
2021年（令和3年）現在の経済センサス調査による事業所数と従業員数は以下の通りである。

### 鍛冶町
| 丁目         | 事業所数  | 従業員数 |
| ------------ | --------- | -------- |
| 鍛冶町一丁目 | 354事業所 | 6,584人  |
| 鍛冶町二丁目 | 381事業所 | 7,003人  |
| 計           | 735事業所 | 13,587人 |

#### 事業者数の変遷
経済センサスによる事業所数の推移。
| 年                 | 事業者数 |
| ------------------ | -------- |
| 2016年（平成28年） | 818      |
| 2021年（令和3年）  | 735      |

#### 従業員数の変遷
経済センサスによる従業員数の推移。
| 年                 | 従業員数 |
| ------------------ | -------- |
| 2016年（平成28年） | 12,648   |
| 2021年（令和3年）  | 13,587   |

### 神田鍛冶町
- 事業所数 : 209事業所
- 従業員数 : 3,331人

#### 事業者数の変遷
経済センサスによる事業所数の推移。
| 年                 | 事業者数 |
| ------------------ | -------- |
| 2016年（平成28年） | 178      |
| 2021年（令和3年）  | 209      |

#### 従業員数の変遷
経済センサスによる従業員数の推移。
| 年                 | 従業員数 |
| ------------------ | -------- |
| 2016年（平成28年） | 2,109    |
| 2021年（令和3年）  | 3,331    |

## その他

### 日本郵便
- 集配担当する郵便局と郵便番号は以下の通りである[21]）。

| 町丁       | 郵便番号 | 郵便局     |
| ---------- | -------- | ---------- |
| 鍛冶町     | 101-0044 | 神田郵便局 |
| 神田鍛冶町 | 101-0045 | 神田郵便局 |